# Фаррелл, Колин
Ко́лин Джеймс Фа́ррелл (англ. Colin James Farrell, род. 31 мая 1976, Каслнок, Дублин, Ирландия) — ирландский актёр кино и телевидения. Получил известность благодаря ролям в фильмах «Александр», «Телефонная будка», «Особое мнение», «Рекрут», «Полиция Майами. Отдел нравов», «Джентльмены» и многих других. Журнал People назвал его в 2003 году одним из пятидесяти красивейших людей Земли; по рейтингу журнала Company он является шестым по сексуальности мужчиной того же года. Номинант на «Оскар» и BAFTA, а также трёхкратный лауреат премии Золотой глобус».

## Ранние годы
Колин Фаррелл родился 31 мая 1976 года в Дублине (Ирландия). Он был четвёртым ребёнком в семье профессионального футболиста Имона Фаррелла, игравшего в клубе «Шемрок Роверс» и имевшего собственную упаковочную фирму, и его жены-домохозяйки Риты. У Колина также есть две сестры, Клодин (его персональный ассистент) и Кэтрин, и брат, Имон-младший. Воспитывался как католик.
Когда мальчику было 10 лет, семья переехала в пригород Дублина Каслнок. Колин посещал St. Brigid’s National School Castleknock, после Castleknock College и Gormanston College. Проходил прослушивание в группу Boyzone, когда ещё был неизвестным, но безуспешно.
В юности Колин отличался довольно строптивым нравом — вместо школы предпочитал болтаться с друзьями по местным барам, курил марихуану и подворовывал в магазинах. В возрасте семнадцати лет его выгнали из школы за драку с преподавателем, который застал Фаррелла спящим на уроке и вместо извинений был избит. После этого инцидента он на год уехал с друзьями в Австралию.

## Карьера

### Начало карьеры
Вернувшись в Дублин, Колин по совету брата Имона начал посещать школу актёрского мастерства The Gaiety School of Acting, но бросил. В 1996 году состоялся его дебют в кино в драме «Исчезновение Финбара», правда, его роль была настолько незначительна, что не попала в титры. Затем, в 1997 году последовала небольшая роль в низкобюджетном фильме «Сырая нефть», а летом следующего года Колин снялся в мини-сериале «Белый танец», действие которого разворачивалось в Ирландии 1930-х годов. В основе сюжета лежала история девушки, которая забеременела после короткого романа с актёром и ради спасения репутации вышла замуж за нелюбимого человека.
Вскоре Фаррелл, который всегда испытывал неприязнь к любого рода учебным заведениям, бросил занятия в школе и некоторое время зарабатывал на жизнь, снимаясь в рекламе. Затем, имея за плечами некоторый опыт игры на сцене, принял участие в постановке небольшого лондонского театра Donmar Warehouse. Роль аутичного подростка Ричарда Беламера была примечательна для Фаррелла в основном тем, что благодаря ей он познакомился с Кевином Спейси — тот обратил внимание на игру молодого актёра и посоветовал продюсерам пригласить Фаррелла на одну из второстепенных ролей своего будущего фильма «Обыкновенный преступник».
Тем временем состоялось первое заметное появление Фаррелла на экране — в 1999 году он принял участие в режиссёрском дебюте Тима Рота, психологическом триллере «Зона военных действий» с Тильдой Суинтон и Рэем Уинстоном в главных ролях. В тот же период Фаррелл довольно активно снимался на телевидении, появившись в семи эпизодах довольно популярного в Ирландии телесериала «Ballykissangel» о жизни молодого священника-англичанина в маленьком ирландском селении, в телесериалах «Любовь в XXI веке» и «Дэвид Копперфильд» (правда, при монтаже сцены с его участием в этом сериале были вырезаны). Далее в 2000 году благодаря протекции Кевина Спейси Фаррелл снялся в роли молодого бандита Алека в криминальной комедии «Обыкновенный преступник» о дерзком грабителе Линче. Несмотря на сильный актёрский состав, картина провалилась в прокате и получила очень негативные отзывы критиков.

### Признание
В 2000 году актёр успешно прошёл пробы на роль в антивоенном фильме Джоэла Шумахера «Страна тигров» о тренировочном лагере в Луизиане, где новобранцы проходили военную подготовку перед отбытием во Вьетнам. Роль рядового Роланда Бозза, бунтаря и убеждённого пацифиста, стала важным этапом в развитии кинокарьеры Фаррелла — его игра получила благосклонные отзывы критиков, которые пророчили актёру звёздное будущее. Кроме того, он был удостоен наград Общества кинокритиков Бостона и Общества кинокритиков Лондона.
Снявшись в 2001 году в проходном комедийном вестерне «Американские герои», Фаррелл опять появился в военной драме — картине «Война Харта» о лагере для военнопленных времён Второй мировой войны, где в паре с Брюсом Уиллисом исполнил одну из главных ролей, за что получил премию Шанхайского кинофестиваля. Карьера Фаррелла быстрыми темпами шла в гору — в 2002 году он снялся ещё в двух успешных картинах. Сначала он исполнил роль правительственного агента Дэнни Уитвера в фантастическом триллере Стивена Спилберга «Особое мнение» по мотивам повести Филипа Дика.
Эта картина стала одним из главных кинособытий года и снискала огромную популярность у зрителей и критиков, собрав 358 миллионов долларов в мировом прокате и удостоившись внушительного количества престижных кинонаград и номинаций. За роль агента Уитвера Фаррелл был номинирован на получение премии «Империя». Далее последовала ещё одна работа у Джоэла Шумахера в триллере «Телефонная будка», в котором герой Фаррелла — Стю Шепард попадает под прицел маньяка, грозящего застрелить Стю из снайперской винтовки, если тот выйдет из телефонной будки.

### Продолжение карьеры
2003 год оказался самым успешным годом Фаррелла с точки зрения востребованности — он был задействован сразу в пяти проектах. Снявшись с Аль Пачино в шпионском триллере «Рекрут», Фаррелл принял участие в экранизации комикса о слепом супергерое «Сорвиголова» с Беном Аффлеком и Дженнифер Гарнер в главных ролях, где появился в роли отрицательного героя по кличке Меченый. Далее последовала третья по счёту работа с Джоэлом Шумахером — эпизодическая безымянная роль в биографической драме «Охота на Веронику» на основе реальной истории ирландской журналистки Вероники Герин, убитой в 1996 году по заказу мафии.
Четвёртым фильмом этого года для Фаррелла стал боевик «S.W.A.T.: Спецназ города ангелов» по мотивам одноимённого сериала, где актёр появился в роли офицера полиции Лос-Анджелеса Джима Стрита, вошедшего в состав команды сержанта Харрельсона (героя Сэмюэля Л. Джексона). Затем актёр вернулся на родину и снялся в криминальной трагикомедии «Разрыв», которая была хорошо принята критиками — особенно в Ирландии, получив от Ирландской академии кино и телевидения 4 премии и 7 номинаций (в том числе номинацию Фаррелла за лучшую мужскую роль второго плана).
В следующем году Фаррелл снова был номинирован на получение премии IFTA, на сей раз за роль Бобби Марлоу в мелодраме «Дом на краю света» по одноимённому роману Майкла Каннингема, а затем последовала первая главная роль в высокобюджетном голливудском проекте — эпическом фильме Оливера Стоуна «Александр». Однако несмотря на именитого режиссёра, с размахом отснятые сцены баталий и звёздный состав — кроме Фаррелла, в фильме также приняли участие Анджелина Джоли, Вэл Килмер, Джаред Лето, Энтони Хопкинс, Кристофер Пламмер и другие известные актёры — «Александр» собрал в США всего 34 миллиона и ещё 133 миллиона в иностранном прокате (при бюджете в 155 миллионов долларов).
В Греции предпринимались попытки вообще запретить прокат фильма. Несмотря на то, что историки допускают вероятность бисексуальности великого полководца, группа греческих адвокатов обвинила Стоуна в искажении образа Александра Македонского, который в фильме уделяет равное внимание как женщинам, так и своему фавориту Гефестиону. Финалом провала стало выдвижение Фаррелла на получение анти-премии «Золотая малина» как худшего актёра года.

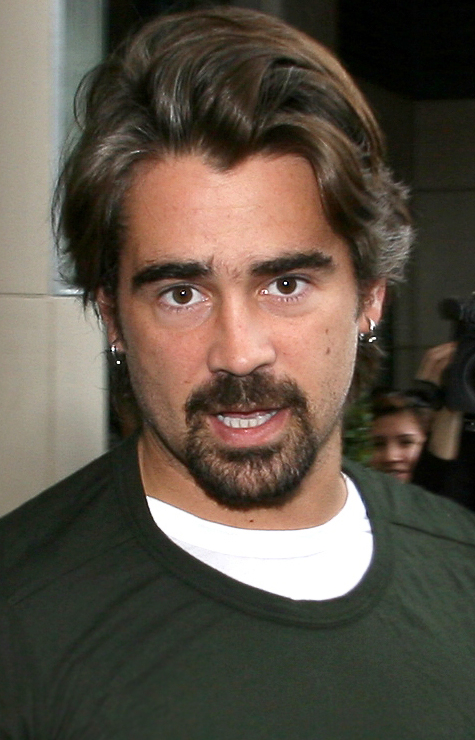
Фаррелл на кинофестивале в Торонто, 2007 год

В 2005 году актёр принял участие в ещё одном историческом фильме — драме Терренса Малика «Новый Свет», рассказывающей о колонизации европейцами индейских территорий в начале XVII века. Эта картина, где Фаррелл снялся в роли капитана Джона Смита, вышла в ограниченном прокате и тоже не снискала особого успеха. Далее в 2006 году последовали съёмки в мелодраме «Спроси у пыли», истории любви красавицы-мексиканки Камиллы Лопес (её роль исполнила Сальма Хайек) и писателя-итальянца Артуро Бандини. Второй картиной Фаррелла этого года стал боевик Майкла Манна по мотивам одноимённого телесериала 1980-х «Полиция Майами. Отдел нравов», где актёр сыграл детектива Санни Крокетта (в сериале его играл Дон Джонсон).
В 2006 году Фаррелл завершил съёмки в фильме «Гордость и слава», криминальной драме о коррупционном скандале в полиции, где кроме него снялись Эдвард Нортон и Ноа Эммерих. Мировая премьера фильма заявлена на 9 сентября 2008 года по причине того, что фильм долго не выходил в свет из-за задержки с постпродакшн (завершающим этапом производства фильма). Актёр снялся в фильме «Мечта Кассандры» режиссёра Вуди Аллена с участием Юэна Макгрегора и Хэйли Этвелл, мировая премьера которого состоялась 18 июня 2007 года. Фильм — трагическая история двух братьев, вставших на путь убийства. 17 января 2008 года состоялась мировая премьера другого фильма — артхаусная трагикомедия «Залечь на дно в Брюгге», в котором, помимо Фаррелла, сыграли актёры Брендан Глисон и Рэйф Файнс.
В июне 2008 года Фаррелл закончил сниматься в картине «Сортировка» режиссёра Даниса Тановича о войне в Курдистане, где он сыграл роль военного фотожурналиста Марка Уолша, попавшего под бомбёжку и потерявшего своего близкого друга-напарника. Для этой роли Фаррелл сбросил вес.
В 2009 году Фаррелл снялся в кинофильме «Ундина» («Ondine») режиссёра Нила Джордана.
В 2010 году вышли в прокат фильмы «Телохранитель», где партнёршей Колина стала Кира Найтли, и «Путь домой», фильм про историю побега шестерых заключённых из лагеря ГУЛага и их пути обретения свободы.
В 2011 году с участием Колина вышел фильм «Ночь страха» (ремейк фильма 1985 года), в котором актёр снялся вместе с Антоном Ельчиным, Кристофером Минц-Плассом и Дэвидом Теннантом, сыграв роль вампира; а также 8 июля была премьера комедии «Несносные боссы» с Дженнифер Энистон и Джейсоном Бейтманом.

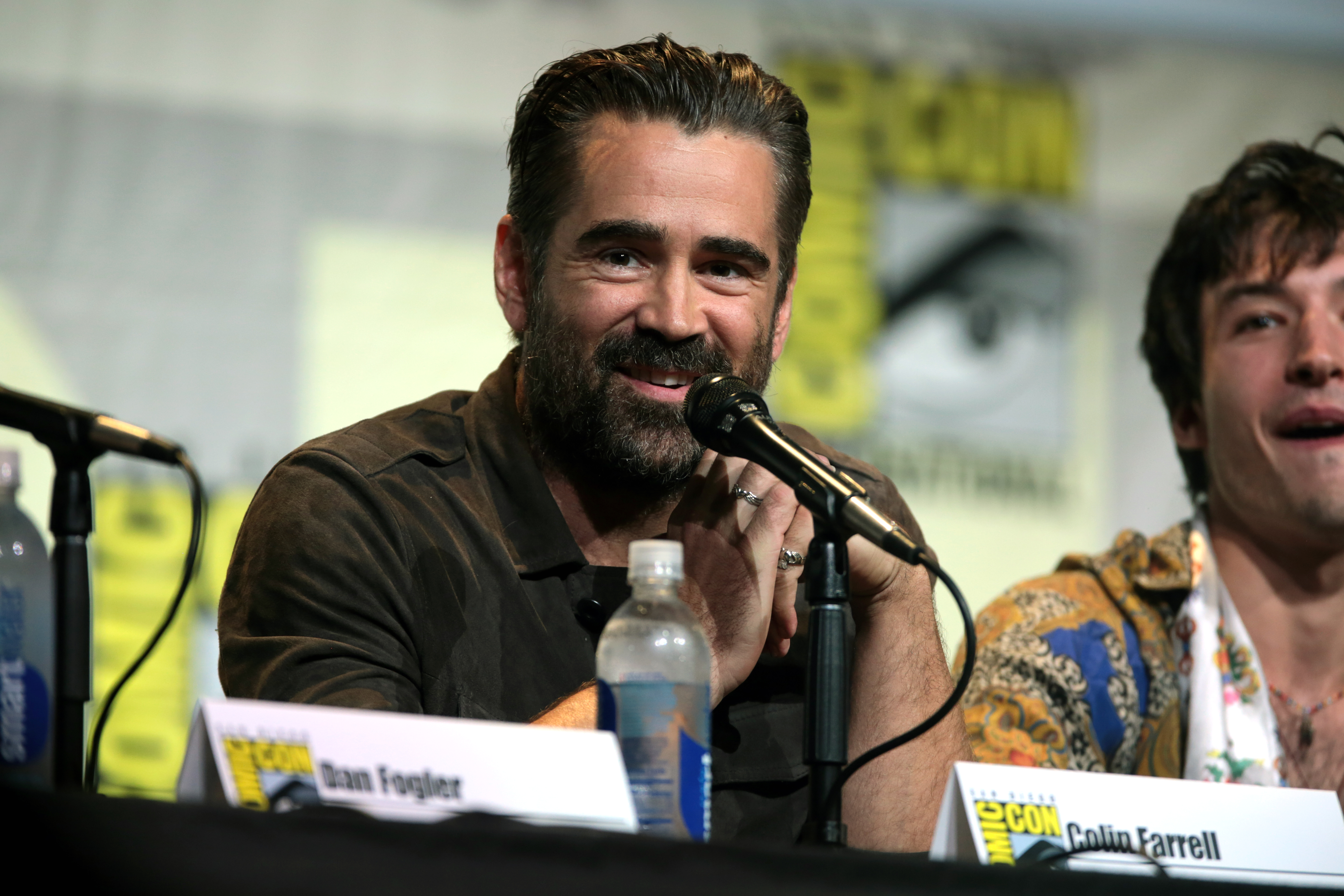
Фаррелл на San Diego Comic Con 2016

В 2017 году выходит «Роковое искушение» — ремейк фильма режиссёра Дона Сигела с участием Клинта Иствуда «Обманутый». Среди приглашённых звёзд фильма — Николь Кидман, Уна Лоуренс, Кирстен Данст и Эль Фэннинг. Режиссёр фильма — София Коппола. Раненный солдат-северянин оказывается во время Гражданской войны в США в школе-интернате для девочек в расположении противника. Его спасают девочки-конфедератки. Воспитанницы школы заботятся о больном, но постепенно попадают под его очарование и вступают в борьбу за него, что приводит к трагическим последствиям.
В 2020 году в прокат вышла криминальная комедия Гая Ричи «Джентльмены» о столкновении талантливого выпускника Оксфорда с влиятельным кланом миллиардеров из США. Намечается обмен любезностями, который никак не обойдется без перестрелки и парочки несчастных случаев… Помимо Фаррелла в фильме снялись Мэттью Макконахи, Хью Грант, Чарли Ханнэм, Генри Голдинг и Мишель Докери. Фильм прошёл в российском кинотеатральном прокате с феноменальным успехом.

«Гай Ричи хорошо известен своей работой с актёрским составом и точным кастингом. Брэд Питт в „Большом куше“, Рэй Лиотта в „Револьвере“ и даже Уилл Смит в „Аладдине“ оказались весьма колоритными. В „Джентльменах“ подобным джокером выступает Колин Фаррелл, сыгравший тренера по боксу с ужасающим ирландским акцентом. В его лице мы получили и comic relief, и в определённые моменты ключевой для повествования персонаж».— Дмитрий Кузьмин, Газета.Ru
Также, в 2020 году вышел боевик «Агент Ева» с Джессикой Честейн в главной роли. Фаррелл исполнил в фильме роль влиятельного босса секретной службы, который открывает на девушку охоту.
В марте 2021 года присоединился к актёрскому составу фильма «Тринадцать жизней» о событиях спасательной операции в пещере Тхамлуангнангнон в 2018 году, когда юношеская футбольная команда и их тренер оказались на 18 дней в ловушке в пещере.
В августе 2021 года в Инишморе стартовали съёмки фильма о двух давних друзьях — «Банши Инишерина». Режиссёром выступил Мартин Макдонах, а главные роли исполнили Коллин Фаррел и Брендан Глисон. Премьера фильма состоялась 5 сентября 2022 года на 79-м Венецианском международном кинофестивале, где Фаррелл получил Кубок Вольпи за лучшую мужскую роль.
В фильме Мэтта Ривза «Бэтмен» Фаррел исполнил роль Освальда «Оз» Кобблпота / Пингвина. В марте 2023 года приступил к съёмкам в мини-сериале «Пингвин» для стримингового сервиса HBO Max, продолжая изображать того же персонажа с тем же гримом, но уже в главной роли.

## Личная жизнь
С конца 2000 года по ноябрь 2001 Фаррелл встречался с актрисой Амелией Уорнер.
12 сентября 2003 года в медицинском центре «Синайские Кедры» (англ. Cedars-Sinai Medical Center) в Лос-Анджелесе девушка Колина, канадская модель Ким Борденейв, родила сына весом 3.43 кг, которого назвали Джеймсом Патриком (James Patraig Farrell). Спустя некоторое время пара распалась, но Фаррелл заявил, что будет пожизненно обеспечивать сына. Сам актёр не мог присутствовать при рождении сына по причине съёмок в фильме «Александр» в Марокко, но во время этого события вместе с Ким была мама Колина, Рита, и его сестра. Позже Фаррелл не раз признавался, что Джеймс — настоящий подарок, что именно он изменил всю его жизнь, а отцовство — это лучшая работа, которую он когда-либо имел. В 2007 году Фаррелл объявил, что Джеймс страдает синдромом Ангельмана.
В декабре 2005 года актёр добровольно лёг в реабилитационную клинику, чтобы избавиться от пристрастия к обезболивающим лекарствам и рекреационным веществам. Официальная версия гласит, что Фаррелл начал принимать обезболивающие из-за частых болей в спине.
7 октября 2009 года у Фаррелла родился второй сын, которого назвали Генри и крестили в Польше. Матерью ребёнка стала Алиция Бахледа. Колин Фаррелл познакомился с ней на съёмочной площадке фильма «Ундина» в 2008 году, но хранил свои отношения в тайне, пока в сентябре не объявил, что актриса ждёт ребёнка. 15 октября 2010 года появилось сообщение, что Колин и Алиция расстались, а вскоре это сообщение было официально подтверждёно.
В марте 2011 года появились слухи, что Колин и барбадосская певица Рианна имеют довольно серьёзные отношения, такие, что Фаррелл знакомит певицу со своими детьми и семьёй. Но пару недель спустя эти слухи были официально опровергнуты.
В 2023 году актёр расстался с актрисой Келли Макнамара после долгих лет отношений из-за плотного графика работы 

## Факты
- В двенадцатилетнем возрасте Фаррелл страдал от хронической бессонницы.[источник не указан 1186 дней]
- У Фаррелла есть несколько татуировок: на левом предплечье крест и крылатая фраза на латыни. Кроме того, на безымянном пальце левой руки у актёра вытатуировано слово Милли — имя его первой жены, актрисы Амелии Уорнер[источник не указан 1186 дней].
- В 2006 году актёр подал иск против своей бывшей девушки Николи Нараин после того, как она распространила видеозапись их совместного полового акта. На видео Фаррелл делает куннилингус партнёрше[32].
- Седрик Готье написал песню «Я хочу быть Колином Фарреллом»[33][34].

## Фильмография
| Год       |     | Русское название                          | Оригинальное название                   | Роль                            |
| --------- | --- | ----------------------------------------- | --------------------------------------- | ------------------------------- |
| 1995      | ф   | Звёзды Фрэнки                             | Frankie Starlight                       | парень в кино                   |
| 1996      | ф   | Исчезновение Финбара                      | The Disappearance of Finbar             | Саймон                          |
| 1997      | ф   | Сырая нефть                               | Drinking Crude                          | Клик                            |
| 1998      | мтф | Белый танец                               | Falling for a Dancer                    | Дэниел Маккартни                |
| 1998—1999 | с   | Балликиссэнджел                           | Ballykissangel                          | Дэнни Бирн                      |
| 1999      | с   | Любовь в 21 веке                          | Love in the 21st Century                | Мэтти                           |
| 1999      | ф   | Зона военных действий                     | The War Zone                            | Ник                             |
| 2000      | ф   | Обыкновенный преступник                   | Ordinary Decent Criminal                | Алек                            |
| 2000      | ф   | Страна тигров                             | Tigerland                               | рядовой Роланд Бозз             |
| 2001      | ф   | Американские герои                        | American Outlaws                        | Джесси Джеймс                   |
| 2002      | ф   | Война Харта                               | Hart's War                              | лейтенант Томас Харт            |
| 2002      | ф   | Особое мнение                             | Minority Report                         | Дэнни Уитвер                    |
| 2002      | ф   | Телефонная будка                          | Phone Booth                             | Стю Шепард                      |
| 2003      | ф   | Рекрут                                    | The Recruit                             | Джеймс Дуглас Клейтон           |
| 2003      | ф   | Сорвиголова                               | Daredevil                               | Меченый                         |
| 2003      | ф   | Охота на Веронику                         | Veronica Guerin                         | парень с татуировкой            |
| 2003      | ф   | S.W.A.T.: Спецназ города ангелов          | S.W.A.T.                                | Джим Стрит                      |
| 2003      | ф   | Разрыв                                    | Intermission                            | Лейф                            |
| 2004      | ф   | Дом на краю света                         | A Home at the End of the World          | Бобби Морроу                    |
| 2004      | ф   | Александр                                 | Alexander                               | Александр Македонский           |
| 2005      | с   | Клиника                                   | Scrubs                                  | Билли Каллахан                  |
| 2005      | ф   | Новый Свет                                | The New World                           | капитан Джон Смит               |
| 2006      | ф   | Полиция Майами. Отдел нравов              | Miami Vice                              | детектив Джеймс «Сонни» Крокетт |
| 2006      | ф   | Спроси у пыли                             | Ask the Dust                            | Артуро Бандини                  |
| 2007      | ф   | Мечта Кассандры                           | Cassandra's Dream                       | Терри                           |
| 2008      | ф   | Гордость и слава                          | Pride and Glory                         | Джимми Иган                     |
| 2008      | ф   | Залечь на дно в Брюгге                    | In Bruges                               | Рэй                             |
| 2009      | ф   | Ундина                                    | Ondine                                  | Сиракуз                         |
| 2009      | ф   | Сумасшедшее сердце                        | Crazy Heart                             | Томми Свит                      |
| 2009      | ф   | Сортировка                                | Triage                                  | Марк Уолш                       |
| 2009      | ф   | Воображариум доктора Парнаса              | The Imaginarium of Doctor Parnassus     | Тони, 3-я трансформация         |
| 2010      | ф   | Телохранитель                             | London Boulevard                        | Митчел                          |
| 2010      | ф   | Путь домой                                | The Way Back                            | Валька                          |
| 2011      | ф   | Ночь страха                               | Fright Night                            | Джерри Дендридж                 |
| 2011      | ф   | Несносные боссы                           | Horrible Bosses                         | Бобби Пеллитт                   |
| 2011      | кор | Моя нелюбимая профессия                   | My Least Favorite Career                | Бобби Пеллитт                   |
| 2012      | ф   | Вспомнить всё                             | Total Recall                            | Дуглас Куэйд / Карл Хаузер      |
| 2012      | ф   | Семь психопатов                           | Seven Psychopaths                       | Марти                           |
| 2013      | ф   | Одним меньше                              | Dead Man Down                           | Виктор                          |
| 2013      | мф  | Эпик                                      | Epic                                    | Ронин                           |
| 2013      | ф   | Спасти мистера Бэнкса                     | Saving Mr. Banks                        | Трэверс Роберт Гофф             |
| 2014      | ф   | Любовь сквозь время                       | Winter's Tale                           | Питер Лейк                      |
| 2014      | ф   | Фрёкен Юлия                               | Miss Julie                              | Джон                            |
| 2015      | ф   | Лобстер                                   | The Lobster                             | Дэвид                           |
| 2015      | ф   | Экстрасенсы                               | Solace                                  | Чарльз Эмброус                  |
| 2015      | с   | Настоящий детектив                        | True Detective                          | детектив Рэй Велкоро            |
| 2016      | ф   | Фантастические твари и где они обитают    | Fantastic Beasts and Where to Find Them | Персиваль Грейвс                |
| 2017      | ф   | Убийство священного оленя                 | The Killing of a Sacred Deer            | Стивен Мёрфи                    |
| 2017      | ф   | Роковое искушение                         | The Beguiled                            | Джон МакБёрни                   |
| 2017      | ф   | Роман Израэл, Esq.                        | Roman J. Israel, Esq.                   | Джордж Пирс                     |
| 2018      | ф   | Вдовы                                     | Widows                                  | Джек Маллиган                   |
| 2019      | ф   | Дамбо                                     | Dumbo                                   | Холт Фэрриер                    |
| 2020      | ф   | Джентльмены                               | The Gentlemen                           | тренер                          |
| 2020      | ф   | Артемис Фаул                              | Artemis Fowl                            | Артемис Фаул старший            |
| 2020      | ф   | Поколение Вояджер                         | Voyagers                                | Ричард Оллинг                   |
| 2020      | ф   | Агент Ева                                 | Ava                                     | Саймон                          |
| 2021      | ф   | После Янга                                | After Yang                              | Джек                            |
| 2021      | с   | Северные воды                             | The North Water                         | Генри Дракс                     |
| 2022      | ф   | Бэтмен                                    | The Batman                              | Освальд Кобблпот / Пингвин      |
| 2022      | ф   | Тринадцать жизней                         | Thirteen Lives                          | Джон Волантен                   |
| 2022      | ф   | Банши Инишерина                           | The Banshees of Inisherin               | Патрик Салливан                 |
| 2024      | с   | Шугар                                     | Sugar                                   | Джон Шугар                      |
| 2024      | с   | Пингвин                                   | The Penguin                             | Освальд Кобблпот / Пингвин      |
| 2025      | ф   | Большое, отважное, прекрасное путешествие | A Big Bold Beautiful Journey            | Дэвид                           |
| TBA       | ф   | Во чреве зверя                            | Belly of the Beast                      | Джек Генри Эббот                |

## Награды и номинации
Перечислены основные награды и номинации. Полный список см. на IMDb.com

### Награды
- 2000 — Премия Общества кинокритиков Бостона — лучший актёр (за фильм «Страна тигров»)
- 2002 — Премия Шанхайского международного кинофестиваля — лучший актёр (за фильм «Война Харта»)
- 2003 — Премия Общества кинокритиков Лондона — лучший дебют британского актёра (за фильм «Страна тигров»)
- 2003 — Премия «Выбор молодых» — лучший злодей (за фильм «Сорвиголова»)
- 2003 — Премия Ирландской академии кино и телевидения — лучший актёр (публичное голосование)
- 2004 — Премия MTV Movie Awards, Mexico — лучший актёр (за фильм «S.W.A.T.: Спецназ города ангелов»)
- 2009 — Премия «Золотой глобус» — Лучший актёр в мюзикле или комедии (за фильм «Залечь на дно в Брюгге»)
- 2010 — Премия Ирландской академии кино и телевидения — лучший актёр (за фильм «Ундина»)
- 2022 — Кубок Вольпи 79 Венецианского кинофестиваля за лучшую мужскую роль (фильм «Банши Инишерина»)[35]
- 2023 — Премия «Золотой глобус» — Лучший актёр в мюзикле или комедии (за фильм «Банши Инишерина»)
- 2023 — Премия «Золотая малина» за восстановление репутации (за фильм «Банши Инишерина»)
- 2025 — Премия «Золотой глобус» — Лучший актёр в мини-сериале или телефильме (по сериям «Пингвин»)
- 2025 — Премия «Премия Гильдии киноактёров США» — Лучшая мужская роль в телефильме или мини-сериале (по сериям «Пингвин»)
- 2025 — Премия «Выбор телевизионных критиков» — Лучшая мужская роль в мини-сериале или телевизионном фильме (по сериям «Пингвин»)

### Номинации
- 2003 — Премия «Империя» — лучший актёр (за фильм «Особое мнение»)
- 2003 — Премия Ирландской академии кино и телевидения — лучший актёр (за фильм «S.W.A.T.: Спецназ города ангелов»)
- 2003 — Кинопремия MTV — лучший злодей (за фильм «Сорвиголова»)
- 2003 — Премия Ирландской академии кино и телевидения — лучший актёр второго плана (за фильм «Разрыв»)
- 2004 — Премия Ирландской академии кино и телевидения — лучший актёр (за фильм «Дом на краю света»)
- 2005 — Антипремия «Золотая малина» — худший актёр (за фильм «Александр»)
- 2017 — Премия «Золотой глобус» — Лучший актёр в мюзикле или комедии (за фильм «Лобстер»)
- 2023 — Премия BAFTA — Лучшая мужская роль (за фильм «Банши Инишерина»)